# Commission des Lois (Assemblée nationale)
Pour les articles homonymes, voir Commission des Lois.
Histoire
Cadre
Bureau
La commission des Lois constitutionnelles, de la Législation et de l'Administration générale de la République (souvent appelée plus simplement commission des Lois) est une des huit commissions permanentes de l'Assemblée nationale française.
Les travaux de la commission sont — dès la session extraordinaire de juillet 2012 — rendus publics, sous l'initiative de son président de l'époque, Jean-Jacques Urvoas.

## Organisation

### Compétences
La commission a compétence dans les domaines suivants :
- Lois constitutionnelles ;
- Règlement ;
- Droit électoral ;
- Libertés publiques ;
- Sécurité et sécurité civile ;
- Droit administratif et fonction publique ;
- Organisation judiciaire ;
- Droit civil, commercial et pénal ;
- Droit de pétition ;
- Administration générale et territoriale de l'État ;
- Collectivités territoriales.

### Composition du bureau

#### XIelégislature
Lors de la XIe législature, la commission est présidée par Catherine Tasca puis par Bernard Roman, et le bureau se composait de :
| Poste           | Titulaire | Titulaire                                       | Groupe | Circonscription         |
| --------------- | --------- | ----------------------------------------------- | ------ | ----------------------- |
| Président       |           | Catherine Tasca (jusqu'au 4 avril 2000)         | SOC    | Yvelines (11e)          |
| Président       |           | Bernard Roman (à partir du 5 avril 2000)        | SOC    | Nord (1re)              |
| Vice-présidents |           | Gérard Gouzes                                   | SOC    | Lot-et-Garonne (2e)     |
| Vice-présidents |           | Jean-Louis Borloo (jusqu'au 30 septembre 1998)  | UDF    | Nord (21e)              |
| Vice-présidents |           | Pierre Albertini (à partir du 1er octobre 1998) | UDF    | Seine-Maritime (2e)     |
| Vice-présidents |           | Christine Lazerges (jusqu'au 5 avril 2000)      | SOC    | Hérault (3e)            |
| Vice-présidents |           | Nicole Feidt (à partir du 5 avril 2000)         | SOC    | Meurthe-et-Moselle (5e) |
| Secrétaires     |           | Richard Cazenave                                | UMP    | Isère (1re)             |
| Secrétaires     |           | André Gerin                                     | COM    | Rhône (4e)              |
| Secrétaires     |           | Arnaud Montebourg                               | SOC    | Saône-et-Loire (6e)     |

#### XIIIelégislature
Lors de la XIIIe législature, la commission est présidée par Jean-Luc Warsmann et le bureau se composait de :
| Poste           | Titulaire | Titulaire                                                                                       | Groupe |
| --------------- | --------- | ----------------------------------------------------------------------------------------------- | ------ |
| Président       |           | Jean-Luc Warsmann                                                                               | UMP    |
| Vice-présidents |           | Alain Vidalies                                                                                  | SRC    |
| Vice-présidents |           | Guy Geoffroy                                                                                    | UMP    |
| Vice-présidents |           | Jacques-Alain Bénisti (jusqu'au 1er octobre 2008)                                               | UMP    |
| Vice-présidents |           | Jean-Christophe Lagarde (à partir du 1er juillet 2009)                                          | NC     |
| Vice-présidents |           | Sébastien Huyghe (à partir du 5 octobre 2010)                                                   | UMP    |
| Secrétaires     |           | Philippe Vuilque (du 28 juin 2007 au 31 janvier 2012)                                           | SRC    |
| Secrétaires     |           | Noël Mamère (du 1er juillet au 9 novembre 2009 et du 5 octobre 2010 au 8 décembre 2011)         | GDR    |
| Secrétaires     |           | Marc Dolez (à partir du 14 décembre 2011)                                                       | GDR    |
| Secrétaires     |           | Jean-Christophe Lagarde (du 28 juin 2007 au 8 juin 2009)                                        | NC     |
| Secrétaires     |           | Philippe Gosselin (à partir du 1er octobre 2008)                                                | UMP    |
| Secrétaires     |           | Sébastien Huyghe (du 28 juin 2007 au 1er octobre 2008 et du 1er juillet 2009 au 5 octobre 2010) | UMP    |
| Secrétaires     |           | Jean-Paul Garraud (à partir du 5 octobre 2010)                                                  | UMP    |

#### XIVelégislature
Sous la XIVe législature, la commission est présidée par Jean-Jacques Urvoas puis Dominique Raimbourg et le bureau se composait de :
| Poste           | Titulaire | Titulaire                | Groupe   | Circonscription        |
| --------------- | --------- | ------------------------ | -------- | ---------------------- |
| Président       |           | Dominique Raimbourg      | SRC      | Loire-Atlantique (4e)  |
| Vice-présidents |           | Marie-Françoise Bechtel  | App. SRC | Aisne (4e)             |
| Vice-présidents |           | Jean-Yves Le Bouillonnec | SRC      | Val-de-Marne (11e)     |
| Vice-présidents |           | Jean-Frédéric Poisson    | LR       | Yvelines (10e)         |
| Vice-présidents |           | Cécile Untermaier        | SRC      | Saône-et-Loire (4e)    |
| Secrétaires     |           | Philippe Gosselin        | LR       | Manche (1re)           |
| Secrétaires     |           | Élisabeth Pochon         | SRC      | Seine-Saint-Denis (8e) |
| Secrétaires     |           | Alain Tourret            | RRDP     | Calvados (6e)          |

#### XVelégislature
| Poste           | Titulaire | Titulaire            | Groupe | Circonscription     |
| --------------- | --------- | -------------------- | ------ | ------------------- |
| Présidente      |           | Yaël Braun-Pivet     | LREM   | Yvelines (5e)       |
| Vice-présidents |           | Philippe Gosselin    | LR     | Manche (1re)        |
| Vice-présidents |           | Stéphane Mazars      | LREM   | Aveyron (1re)       |
| Vice-présidents |           | Naïma Moutchou       | LREM   | Val-d'Oise (4e)     |
| Vice-présidents |           | Laurence Vichnievsky | MoDem  | Puy-de-Dôme (3e)    |
| Secrétaires     |           | Caroline Abadie      | LREM   | Isère (8e)          |
| Secrétaires     |           | Xavier Breton        | LR     | Ain (1re)           |
| Secrétaires     |           | Jean-François Eliaou | LREM   | Hérault (4e)        |
| Secrétaires     |           | Cécile Untermaier    | NG/SOC | Saône-et-Loire (4e) |

#### XVIelégislature
| Poste           | Titulaire | Titulaire                     | Groupe | Circonscription     |
| --------------- | --------- | ----------------------------- | ------ | ------------------- |
| Président       |           | Sacha Houlié                  | RE     | Vienne (2e)         |
| Vice-présidents |           | Caroline Abadie               | RE     | Isère (8e)          |
| Vice-présidents |           | Erwan Balanant                | MoDem  | Finistère (8e)      |
| Vice-présidents |           | Philippe Gosselin             | LR     | Manche (1re)        |
| Vice-présidents |           | Cécile Untermaier             | SOC    | Saône-et-Loire (4e) |
| Secrétaires     |           | Jérémie Iordanoff             | ÉCO    | Isère (5e)          |
| Secrétaires     |           | Ludovic Mendes                | RE     | Moselle (2e)        |
| Secrétaires     |           | Marie-Agnès Poussier-Winsback | HOR    | Seine-Maritime (9e) |
| Secrétaires     |           | Andrée Taurinya               | LFI    | Loire (2e)          |

#### XVIIelégislature
Composition actuelle du bureau de la commission des Lois.
| Poste           | Titulaire | Titulaire                  | Groupe | Circonscription           |
| --------------- | --------- | -------------------------- | ------ | ------------------------- |
| Président       |           | Florent Boudié             | EPR    | Gironde (10e)             |
| Vice-présidents |           | Pascale Bordes             | RN     | Gard (3e)                 |
| Vice-présidents |           | Philippe Gosselin          | DR     | Manche (1re)              |
| Vice-présidents |           | Jérémie Iordanoff          | ÉcoS   | Isère (5e)                |
| Vice-présidents |           | Frédéric Valletoux         | HOR    | Seine-et-Marne (2e)       |
| Secrétaires     |           | Colette Capdevielle        | SOC    | Pyrénées-Atlantiques (5e) |
| Secrétaires     |           | Martine Froger             | LIOT   | Ariège (1re)              |
| Secrétaires     |           | Guillaume Gouffier Valente | EPR    | Val-de-Marne (6e)         |
| Secrétaires     |           | Philippe Latombe           | Dem    | Vendée (1re)              |

## Liste des présidents
Sur les vingts présidents de la commission des Lois de l'Assemblée nationale, seule deux sont des femmes (Catherine Tasca et Yaël Braun-Pivet), sept viennent de Paris ou d'Île-de-France (soit 35%), deux sont devenus présidents de l'Assemblée nationale (Raymond Forni et Yaël Braun-Pivet), un est devenu président du Conseil constitutionnel (Pierre Mazeaud). Sur les huit qui étaient ou qui sont devenus ministres, cinq sont devenus Garde des Sceaux.
La socialiste Catherine Tasca est la première femme à présider la commission, Sacha Houlié est le plus jeune président de la commission (33 ans).
| Nom  | Nom                  | Groupe politique | Groupe politique | Dates                          | Législtaure          | Circonscription             |
| ---- | -------------------- | ---------------- | ---------------- | ------------------------------ | -------------------- | --------------------------- |
|      | René Moatti          |                  | UNR              | 1958-1960                      | Ire                  | 7e de Paris                 |
|      | Marcel Sammarcelli   | 1960-1962        | UNR              | 3e de Corse                    | Ire                  |                             |
|      | René Capitant        | UDR              | 1962-1968        | IIe                            | 3e de Paris          |                             |
| IIIe | René Capitant        | UDR              | 1962-1968        |                                | 3e de Paris          |                             |
|      | Jean Foyer           | UDR              | 1968-1972        | IVe                            | 2e de Maine-et-Loire |                             |
|      | Pierre-Charles Krieg | UDR              | 1972-1973        | IVe                            | 1re de Paris         |                             |
|      | Jean Foyer           | UDR              | 1973-1981        | VIe                            | 2e de Maine-et-Loire |                             |
|      | Raymond Forni        |                  | SOC              | 1981-1985                      | VIIe                 | 2e du Territoire de Belfort |
|      | Jean-Pierre Michel   | 1985-1986        | SOC              | 2e de la Haute-Saône           | VIIe                 |                             |
|      | Jacques Toubon       |                  | RPR              | 1986-1987                      | VIIIe                | Paris (proportionnelle)     |
|      | Pierre Mazeaud       | 1987-1988        | RPR              | Haute-Savoie (proportionnelle) | VIIIe                |                             |
|      | Michel Sapin         |                  | SOC              | 1988-1991                      | IXe                  | 4e des Hauts-de-Seine       |
|      | Gérard Gouzes        | 1991-1993        | SOC              | 2e de Lot-et-Garonne           | IXe                  |                             |
|      | Pierre Mazeaud       |                  | RPR              | 1993-1997                      | Xe                   | 5e de la Haute-Savoie       |
|      | Catherine Tasca      |                  | SOC              | 1997-2000                      | XIe                  | 11e des Yvelines            |
|      | Bernard Roman        | 2000-2002        | SOC              | 1re du Nord                    | XIe                  |                             |
|      | Pascal Clément       |                  | UMP              | 2002-2005                      | XIIe                 | 6e de la Loire              |
|      | Philippe Houillon    | 2005-2007        | UMP              | 1re du Val-d'Oise              | XIIe                 |                             |
|      | Jean-Luc Warsmann    | 2007-2012        | UMP              | XIIIe                          | 3e des Ardennes      |                             |
|      | Jean-Jacques Urvoas  |                  | SRC              | 2012-2016                      | XIVe                 | 1re du Finistère            |
|      | Dominique Raimbourg  | SRC/SER          | 2016-2017        | 4e de la Loire-Atlantique      | XIVe                 |                             |
|      | Yaël Braun-Pivet     |                  | LREM             | 2017-2022                      | XVe                  | 5e des Yvelines             |
|      | Sacha Houlié         | RE               | 2022-2024        | XVIe                           | 2e de la Vienne      |                             |
|      | Florent Boudié       | EPR              | 2024-...         | XVIIe                          | 10e de la Gironde    |                             |